# Acremonium salmoneum
Acremonium salmoneum är en svampart som beskrevs av W. Gams & Lodha 1975. Acremonium salmoneum ingår i släktet Acremonium, ordningen köttkärnsvampar, klassen Sordariomycetes, divisionen sporsäcksvampar och riket svampar.   Inga underarter finns listade i Catalogue of Life.